# C. Walton Lillehei
Clarence Walton Lillehei (23 octobre 1918 - 5 juillet 1999) est un chirurgien américain pionnier de la chirurgie à cœur ouvert, ainsi que de nombreuses techniques, équipements et prothèses pour la Chirurgie thoracique.

## Jeunesse
Clarence (souvent appelé « Walt ») Lillehei est né à Minneapolis, Minnesota, fils de Clarence Ingvald Lillehei (1892-1973) et d'Elizabeth Lillian (Walton) Lillehei (1891-1973). Il fréquente le lycée West à Minneapolis en 1935. Il fréquente l'Université du Minnesota à l'âge de 17 ans. Il obtient quatre diplômes à l'Université du Minnesota : un BS (avec distinction) en 1939, un MD (Alpha Omega Alpha) en 1942, une MS en physiologie en 1951 et un Ph.D. en chirurgie en 1951 .

## Carrière
En 1944, Alfred Blalock, à l'Hôpital Johns-Hopkins, commence à réaliser avec succès des interventions chirurgicales sur les gros vaisseaux autour du cœur pour soulager les symptômes de la tétralogie de Fallot, démontrant ainsi que la chirurgie cardiaque est possible. Lillehei participe à la première réparation chirurgicale réussie du cœur le 2 septembre 1952. Cette opération historique, utilisant l'hypothermie, est menée par son ami et collègue de longue date, F. John Lewis (en). Lillehei est professeur au département de chirurgie de l'Université du Minnesota de 1951 à 1967.
L'hypothermie ne permettait qu'une durée relativement brève, jusqu'à 10 minutes, pendant laquelle une intervention chirurgicale pouvait être pratiquée et n'était donc pas adaptée aux malformations congénitales complexes du cœur. Pour résoudre ce problème, Lillehei réalise des opérations utilisant la circulation croisée, dans lesquelles un donneur est branché à proximité pour prendre en charge les fonctions de pompage et d'oxygénation du patient opéré. Grâce à cette technique, Lillehei dirige l’équipe qui réussit à réparer une communication interventriculaire le 26 mars 1954. Bien que la réparation ait réussi, le patient, Gregory Glidden, âgé de 13 mois, est décédé 11 jours plus tard d'une pneumonie présumée. Lillehei et son équipe continuent à utiliser la circulation croisée pour un total de 44 opérations à cœur ouvert au cours de l'année suivante, dont 32 patients survivent. Ces opérations comprennent les premières réparations du canal auriculo-ventriculaire et la tétralogie de Fallot.
Lillehei coopère avec le professeur Moshe Gueron (en) et le professeur Morris J. Levy, tous deux considérés comme les « fondateurs de la cardiologie d'Israël », en effectuant le premier Cathéter de ponction cardiaque, qui est utilisé sur 80 patients en 1964.
En 1958, Lillehei est à l'origine de la première utilisation au monde d'un petit stimulateur cardiaque externe, portable et alimenté par batterie. Il est inventé à sa demande par Earl Bakken, dont la petite entreprise de l'époque, Medtronic, conçoit et répare des appareils électroniques pour l'hôpital de l'Université du Minnesota. Après l'introduction des premières prothèses valvulaires cardiaques largement utilisées par Albert Starr en 1961, Lillehei développe et implante plusieurs modèles innovants : le disque toroïdal Lillehei-Nakib (1966), le disque pivotant Lillehei-Kaster (1967) et la prothèse rigide à deux flasques Kalke-Lillehei (1968).
En tant qu'éducateur, Lillehei forme plus de 150 chirurgiens cardiaques de 40 pays, dont Norman Shumway et Christiaan Barnard, qui forment la moitié du quatuor pionnier de la transplantation cardiaque (les autres étant Richard Lower et Adrian Kantrowitz). En 1967, il est nommé professeur Lewis Atterbury Stimson et président du département de chirurgie du Cornell Medical Center, à New York. Il retourne à St. Paul, Minnesota, en 1975, où il devient directeur des affaires médicales à St. Jude Medical. Il est également nommé professeur clinicien au département de chirurgie de l'Université du Minnesota.

## Honneurs
Il reçoit l'Étoile de bronze pour son service pendant la Seconde Guerre mondiale en Italie, le Prix Albert-Lasker de 1955, l'Ordre du Mérite sanitaire José Fernández Madrid décerné par le gouvernement colombien en 1959, le Golden Plate Award de l'American Academy of Achievement en 1968 et le prix Harvey en 1996 en science et technologie. En 1966-67, il est président de l'American College of Cardiology.

## Vie privée
En 1946, Lillehei se marie avec Katherine Ruth (Lindberg) Lillehei (1921-2012) avec qui il a quatre enfants. Il est décédé en 1999 et est enterré au cimetière national de Fort Snelling.
Son plus jeune frère, Richard C. Lillehei (en), est lui-même un chirurgien de transplantation reconnu, ayant participé à la première transplantation réussie au monde d'un pancréas en 1966 et à la première transplantation humaine connue de l'intestin grêle et du gros intestin.

## Sources
- Borghi L. (2015) "Heart Matters. The Collaboration Between Surgeons and Engineers in the Rise of Cardiac Surgery". In: Pisano R. (eds) A Bridge between Conceptual Frameworks. History of Mechanism and Machine Science, vol 27. Springer, Dordrecht, pp. 53-68
- Cooper, David (2010) Open Heart: The Radical Surgeons who Revolutionized Medicine (Kaplan Publishing) (ISBN 978-1607144908)
- Goor, Daniel A. (2007) The Genius of C. Walton Lillehei and The True History of Open Heart Surgery (Vantage Press) (ISBN 9780533155576)
- Miller, G. Wayne (2000) King of Hearts, The true story of the maverick who pioneered the open heart surgery (Times Books) (ISBN 9780307557247)